# Letters to U
Letters to U è il primo EP della cantante giapponese LiSA, pubblicato il 20 aprile 2011 per Aniplex sotto la Sony Music Japan. Con Letters to U LiSA debuttò da solista dopo l'esperienza con il gruppo Dead Girls Monster che la presentò al grande pubblico nel 2010. L'album contiene 7 brani inediti.

## Tracce
1. Believe in Myself – 4:35
2. Mirai Kaze (ミライカゼ) – 3:48
3. Eien (永遠) – 3:58
4. Escape Game (エスケープゲーム) – 3:51
5. Kakuseiya (覚醒屋) – 3:43
6. Mousou Controller (妄想コントローラー) – 4:07
7. Mushoku Toumei (無色透明) – 5:27